# NGC 1347-1
NGC 1347-1 (другие обозначения — ESO 548-27, IRAS03275-2226, MCG -4-9-17, Arp 39, VV 23, AM 0327-222, PGC 12989) — пекулярная спиральная галактика с перемычкой (SBc) в созвездии Эридана. Открыта Фрэнком Ливенвортом в 1886 году. Описание Дрейера: «очень тусклый, довольно маленький объект, вытянутый в позиционном угле 130°, более яркий в середине и в ядре». Галактика удаляется от Млечного Пути со скоростью 1760 км/с и находится на расстоянии 80 миллионов световых лет от него. У этой галактики есть компаньон NGC 1347-2, находящийся к югу.
Этот объект входит в число перечисленных в оригинальной редакции «Нового общего каталога», а также в паре с компаньоном включён в «Атлас пекулярных галактик».
Галактика NGC 1347 входит в состав группы галактик NGC 1395. В группу входят несколько десятков галактик, в том числе NGC 1315, NGC 1325, NGC 1331, NGC 1332, NGC 1347, NGC 1353, NGC 1371, NGC 1367, NGC 1377, NGC 1385, NGC 1395, NGC 1401, NGC 1414, NGC 1415, NGC 1422, NGC 1426, NGC 1438, NGC 1439, IC 1952, IC 1953, IC 1962.